# 2014年至2015年度香港政府財政預算案
《2014年至2015年度香港政府財政預算案》，由財政司司長曾俊華於2014年2月26日上午11時在立法會綜合大樓發表；該預算案乃曾司長任內的第7份。

## 外部連結
- 2014-2015年度香港政府財政預算案網頁（页面存档备份，存于）